# Charles Michael Davis

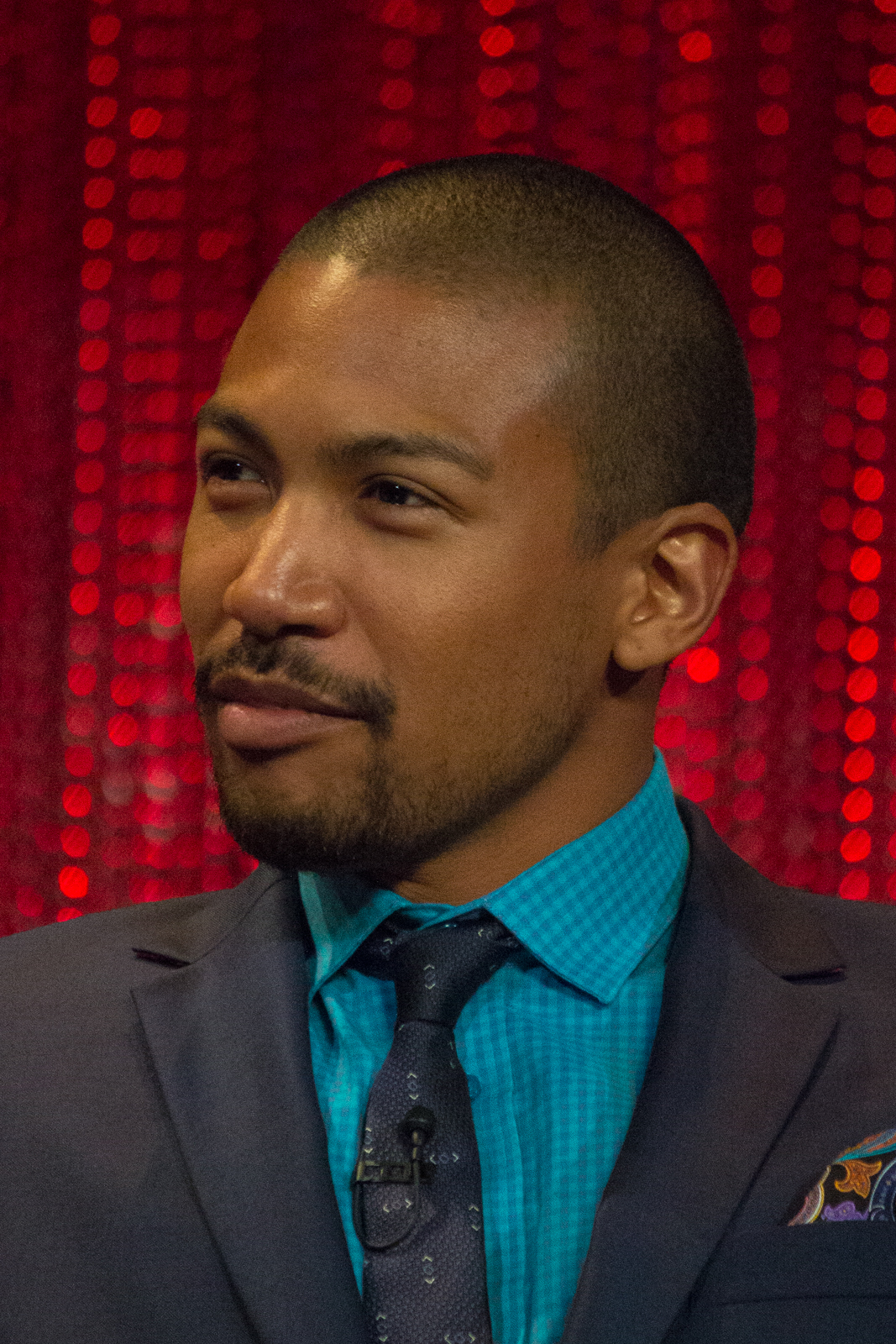
Charles Michael Davis (2014)

Charles Michael Davis (* 1. Dezember 1984 in Dayton, Ohio) ist ein US-amerikanischer Schauspieler.

## Leben
Davis ist afroamerikanischer und philippinischer Abstammung. Sein Vater kommt aus Kentucky, seine Mutter aus Manila. Davis begann seine Karriere als Model und Werbegesicht für Nike und FootLocker.
Sein Schauspieldebüt gab er 2005 in je einer Folge von Noah’s Arc und Raven blickt durch. Zwischen 2008 und 2010 war er in zwei Fernsehfilmen zu sehen, bevor er 2011 in der ersten Staffel der ABC-Family-Dramaserie Switched at Birth eine Nebenrolle als Liam erhielt. Daraufhin verkörperte er von 2011 bis 2012 die Rolle des Kwan Kirkland in The Game. Bekannt wurde er 2013 durch die Nebenrolle des Dr. Jason Myers in der ABC-Fernsehserie Grey’s Anatomy. Als Ben Dalton war er im selben Jahr in zwei Folgen von The Client List zu sehen.
Nach einem Gastauftritt im April 2013 in der Backdoor-Pilotfolge, die bei Vampire Diaries gezeigt wurde, übernimmt er seit 2013 auch in dessen Spin-off The Originals die Hauptrolle des Marcel Gerard, die seinen Durchbruch bedeutete.

## Filmografie
- 2005: Noah’s Arc (Fernsehserie, Episode 1x03)
- 2005: Raven blickt durch (That's So Raven, Fernsehserie, Episode 3x32)
- 2008: The Big Match (Fernsehfilm)
- 2010: Night and Day (Fernsehfilm)
- 2011: Switched at Birth (Fernsehserie, 4 Episoden)
- 2011–2012:The Game (Fernsehserie, 5 Episoden)
- 2013: Grey’s Anatomy (Fernsehserie, 7 Episoden)
- 2013: The Client List (Fernsehserie, 2 Episoden)
- 2013: Vampire Diaries (The Vampire Diaries, Fernsehserie, Episode 4x20)
- 2013–2018: The Originals (Fernsehserie)
- 2015: Younger (Fernsehserie)
- 2019: For the People (Fernsehserie, 10 Episoden)
- 2019: Chicago P.D. (Nebenrolle, Staffel 6, 6x14, 6x16-6x19)
- 2020–2021: Navy CIS: New Orleans (NCIS: New Orleans, Fernsehserie)
- 2022: Legacies (Fernsehserie Episode 4x15)